# Alfredo Foni
Alfredo Foni, né le 20 janvier 1911 à Udine dans le Frioul-Vénétie Julienne et mort le 28 janvier 1985 à Lugano en Suisse, est un joueur international et entraîneur de football italien.

## Biographie

### Joueur
Il fait ses débuts footballistiques à 16 ans avec le club de l'Udinese avant de rejoindre pour la première édition de la Serie A la Lazio en 1929. Après quelques saisons à Rome, il rejoint ensuite pour une brève période le club de Padoue.
En 1934, il part rejoindre le grand club de la Juventus, appelé pour remplacer Virginio Rosetta. Il y dispute son premier match le 30 septembre 1934 lors d'une victoire en championnat 2-0 contre Brescia.

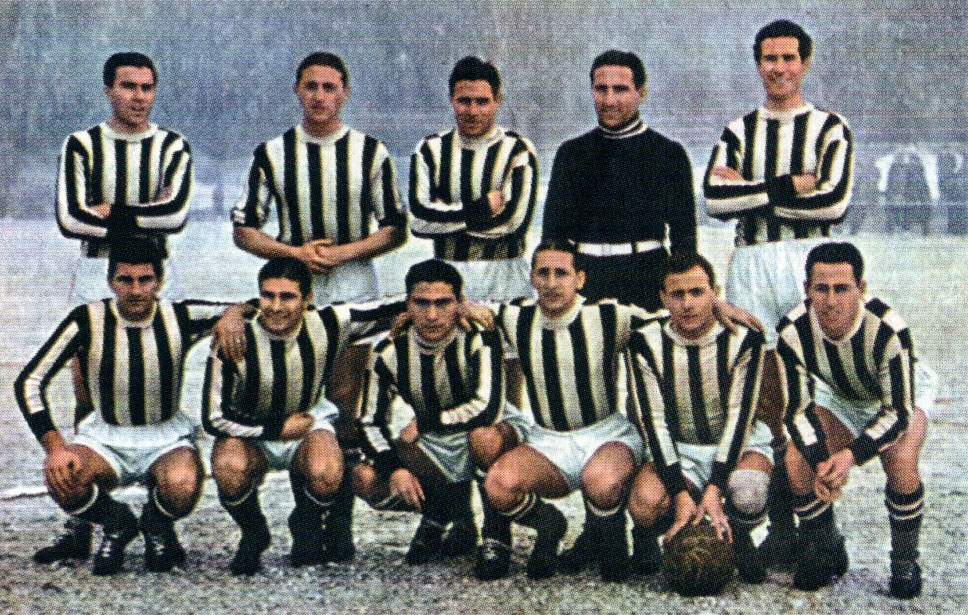
Foni (debout, au milieu) avec la Juventus en la saison 1940-41

Il compte en tout 23 sélections en équipe nationale italienne, de 1936 à 1942 (dont 19 victoires), et a disputé en tout 266 matchs de championnats avec la Juventus de 1934 à 1947, dont 263 en championnat de Serie A de 1934 à 1947. Avec les bianconeri, il fut notamment demi-finaliste de la Coupe Mitropa 1935.
Ayant occupé le poste d'arrière, notamment aux côtés de Pietro Rava, pour une fameuse paire aux Jeux olympiques 1936 de Berlin et en Coupe du monde 1938 à Paris (avec Ugo Locatelli et Sergio Bertoni (qui ne joue pas la finale de CM). Ils furent les quatre seuls italiens à avoir obtenu tout à la fois les titres mondiaux et olympiques).

### Entraîneur
Foni fut membre de la Commission technique nationale italienne de football de 1954 à 1958 (l'équipe nationale ne réussissant pas durant cette période à se qualifier pour la Coupe du monde 1958, cas unique dans les annales du pays), et il était diplômé d'économie et de commerce.
Il prit également les rênes de l'équipe de Suisse durant la Coupe du monde de football de 1966 (et au total de 1964 à 1967).
Il remporta notamment le tournoi international de Zurich en 1969 (avec l'Inter de Milan).
Alfredo Foni a été un des précurseurs de la défense renforcée et de l'instauration du défenseur libre (libero) destiné à fermer tous les angles, soit familièrement à tirer le verrou, en Italien catenaccio.

## Clubs
| - AC Udinese : 1927 à 1929 (2e série) - Lazio Rome : 1929 à 1934 - AC Padoue : 1934 (quelques semaines) - Juventus FC : 1934 à 1947 (capitaine à partir de 1939) |  | - AC Venise - UC Sampdoria - Bologne FC - Inter Milan : 1952 à 1955, et 1968/69 - AS Rome : 1960 et 1963 - FC Chiasso |

## Palmarès

### Joueur
| Juventus - Championnat d'Italie (1) : - Champion : 1934-35. - Vice-champion : 1937-38, 1944 (championnat de Ligurie-Piémont) 1945-46 et 1946-47. - Coupe d'Italie (2) : - Vainqueur : 1937-38 et 1941-42. |  | Italie - Coupe du monde (1) : - Vainqueur : 1938. - Jeux olympiques : - Or : Berlin 1936. |

### Entraîneur
Inter
- Championnat d'Italie (2) :
  - Champion : 1952-53 et 1953-54.